# Kapital
 Ovo je glavno značenje pojma Kapital. Za knjigu Karla Marxa pogledajte Kapital (knjiga).
Kapital je ekonomska vrijednost koja se ulaže u proizvodnju ili neku drugu ekonomsku djelatnost s osnovnom svrhom da se uveća, dakle da donese neku dobit.
Pojam kapitala možemo promatrati s mnogih gledišta, i to:
- s gledišta njegova sudjelovanja u proizvodnji, a u odnosu na uposleno radništvo u nekom periodu
- s aspekta profita (dobiti) što ga donosi njegovu vlasniku
- s aspekta njegova sudjelovanja u ekonomskom sustavu i neku inflaciju karakterističnu za taj sustav.

Kapital se može ulagati, bilo u proizvodni, bilo u neproizvodni sektor. Međutim, bitno je upamtiti da je njegova svrha uvijek usmjerena na to da se oplodi, odnosno da donese veću vrijednost od vlastite tj. uložene vrijednosti.
Budući da kapital nije prirodno dobro, on se mora ili proizvesti ili posuditi. U kapital ubrajamo sva proizvedena dobra (strojevi, objekti, tvornice) koja se ulažu u proizvodnju s ciljem da se taj isti kapital uveća, no treba razlikovati kapital od osobne imovine npr. obiteljske kuće koja se ne može smatrati kapitalom jer u njoj živimo i ne sudjeluje u proizvodnom procesu, ali kada bi tu istu obiteljsku kuću prodali i dobiveni novac uložili u proizvodnju (bilo za kupnju nekog stroja, poslovnog objekta, tvornice i sl.) taj novac bi tada postao kapital.